# Marek Jurek
Marek Jurek (Gorzów Wielkopolski, 28 giugno 1960) è un politico polacco, Maresciallo del Sejm dal 26 ottobre 2005 al 27 aprile 2007.